# Рой (фильм, 2014)
«Рой» (англ. The Hive) —  американский триллер с элементами научной фантастики, снятый режиссёром Дэвидом Яровески по собственному сценарию.
Впервые картина была показана  19  сентября 2014г. на кинофестивале Fantastic Fest. Мировая премьера состоялась на San Diego Comic-Con International в июле 2015г..

## Сюжет
В грязном, забрызганном странной чёрной субстанцией помещении, двери которого изнутри заколочены досками, приходит в себя молодой человек. Парень не помнит, кто он такой и как сюда попал. Постепенно память начинает возвращаться, восстанавливая цепь жутких событий, начало которым положило крушение вблизи детского лесного лагеря правительственного самолёта с очень опасным грузом на борту.

## В ролях
- Габриэль Бассо — Адам
- Кэтрин Прескотт — Кэти
- Гэбриел Уолш[англ.] — Джесс
- Якоб Закар[англ.] — Кларк
- Шон Ганн — доктор Бейкер
- Илья Баскин — Юрий Егоров
- Элейн Каган — пациент №14
- Талита Бейтман — Кайла
- Стив Эйджи[англ.] — Кевин
- Соня Эдди — медсестра Тесса
- Орилия Шепперс — Меган
- Питер Маккензи — человек в костюме
- Тодд Хантер — пилот
- Мэделин Петш — девушка
- Стивен Блекхарт — солдат